# Stade Ely Manel Fall
Le Stade Ely Manel Fall, également connu sous le nom de Stade municipal de Diourbel, est un stade omnisports sénégalais, servant surtout pour le football, situé dans la ville de Diourbel.
Doté de 5 000 places, le stade est l'enceinte à domicile des clubs de football de l'ASC Sonacos et du Diamono Diourbel.